# Lake Mary Ronan (Montana)
Lake Mary Ronan es un lugar designado por el censo ubicado en el condado de Lake en el estado estadounidense de Montana. En el Censo de 2010 tenía una población de 65 habitantes y una densidad poblacional de 23,9 personas por km².

## Geografía
Lake Mary Ronan se encuentra ubicado en las coordenadas 47°55′28″N 114°22′47″O / 47.92444, -114.37972. Según la Oficina del Censo de los Estados Unidos, Lake Mary Ronan tiene una superficie total de 2.72 km², de la cual 2.72 km² corresponden a tierra firme y (0.1%) 0 km² es agua.

## Demografía
Según el censo de 2010, había 65 personas residiendo en Lake Mary Ronan. La densidad de población era de 23,9 hab./km². De los 65 habitantes, Lake Mary Ronan estaba compuesto por el 95.38% blancos, el 0% eran afroamericanos, el 0% eran amerindios, el 0% eran asiáticos, el 0% eran isleños del Pacífico, el 0% eran de otras razas y el 4.62% pertenecían a dos o más razas. Del total de la población el 0% eran hispanos o latinos de cualquier raza.